# Rachias dispar
Rachias dispar là một loài nhện trong họ Nemesiidae.
Rachias dispar được miêu tả năm 1891 bởi Simon.